# Ночной оборотень (спецвыпуск)
«Ночно́й о́боротень» (англ. Werewolf by Night) — американский специальный телевизионный выпуск режиссёра Майкла Джаккино и сценариста Хизер Квинн для стримингового сервиса Disney+. Он основан на одноимённом персонаже комиксов издательства Marvel Comics. Это первый телевизионный спецвыпуск медиафраншизы «Кинематографическая вселенная Marvel» (КВМ), связанный с фильмами франшизы. Производством занималась Marvel Studios.
Гаэль Гарсиа Берналь сыграл Джека Расселла / Ночного оборотня; в выпуске также снялись Лора Доннелли и Гарриет Сэнсом Харрис. Производство началось в августе 2021 года, Берналь присоединился к проекту в ноябре. Джаккино присоединился к проекту в марте 2022 года и в конце того же месяца начал в Атланте, штат Джорджия, съёмки, которые завершились к концу апреля.
«Ночной оборотень» вышел на Disney+ 7 октября 2022 года и стал частью Четвёртой фазы КВМ. 20 октября 2023 года вышла цветная версия спецвыпуска, получившая название «Ночной оборотень в цвете».

## Сюжет
После смерти охотника на монстров Улисса Бладстоуна Джек Расселл прибывает в его поместье: он и другие охотники на монстров участвуют в охоте, чтобы определить нового владельца реликвии Бладстоуна. Отчуждённая дочь Улисса, Эльза, также прибывает, чтобы завладеть артефактом, несмотря на то, что её мачеха Верусса против.
Охота начинается в похожей на лабиринт местности. Там бродит пленённый монстр, в которого вживили артефакт Бладстоуна. После встречи с Эльзой Расселл находит монстра, который оказывается его другом. Он обещает спасти его. Расселл воссоединяется с Эльзой, прячущейся в комнате гробницы. Она соглашается работать вместе: они освободят монстра, которого зовут Тед, и Эльза получит реликвию. Расселл разрушает стену, чтобы Тед смог сбежать в лес, а Эльзе удалось извлечь реликвию. Когда прибывают Верусса и оставшиеся охотники, артефакт отбрасывает Расселла, поскольку он монстр.
Верусса заточает Расселла и Эльзу в клетку и использует реликвию, чтобы обратить Джека в монстра. Расселл превращается в оборотня и нападает на Веруссу и её приспешников. Эльза сбегает из клетки и убивает охотников, но на неё нападает Рассел. Однако он узнаёт её и убегает. Разъярённая Верусса пытается убить Эльзу, но на неё нападает Тед и убивает, а затем идёт искать Расселла. Пока Эльза наследует поместье, Расселл и Тед воссоединяются в лесу.

## Актёры и персонажи
- Гаэль Гарсиа Берналь — Джек Расселл / Ночной оборотень:
Охотник на монстров, поражённый проклятием, которое превращает его в оборотня, сохраняя при этом человеческий интеллект[1]. Берналь был заинтригован «идеей целого гобелена жизни» Расселла и тем, что означает для него превращение в оборотня[2].
- Лора Доннелли — Эльза Бладстоун:
Отчуждённая дочь Улисса Бладстоуна[англ.], которой не нравится традиция её семьи охотиться на монстров[3]. Доннелли привлекли боевые качества героини и возможность выполнять каскадёрскую работу, связанную с экшн-сценами с её участием[4].
- Гарриет Сэнсом Харрис — Верусса Бладстоун:
Вдова Улисса и мачеха Эльзы, возглавляющая тайную группу охотников на монстров[5][6]. Харрис сказала, что Верусса была «очень заинтересована в контроле» и после смерти Улисса смогла войти в более заметную и влиятельную роль[6].

В качестве дополнительных охотников на монстров появляются Кирк Татчер в роли Джошуа Джована, Юджини Бондюран в роли Азарель, Леонардо Нам в роли Лиорна и Дэниэл Джей Уоттс в роли Барассо. Аль Хамахер играет Билли Свена, слугу Бладстоунов; Кэри Джонс играет Теда / Лешего, болотное существо, а монтажёр Джеффри Форд обеспечивает дополнительное озвучивание; Дэвид Сильверман играет пламенного тубиста:50:30, а Рик Вассерман выступает в качестве рассказчика в начале спецвыпуска. Ричард Диксон озвучивает Улисса Бладстоуна, умершего отца Эльзы, охотившегося на монстров, который изначально владел Бладстоуном, но превратился в говорящий труп:50:30. Эрик Бек появился в качестве кукловода.

## Производство

### Разработка
Впервые о появлении в кино персонажа комиксов Marvel Ночного оборотня заговорили в мае 2001 года, когда запланировали снять фильм по лицензии Marvel Studios, распространением которого должна была заниматься Dimension Films. История была разработана Ави Арадом, Кевином Файги и Ари Арадом из Marvel Studios. Ханс Родионофф к июню 2002 год написал сценарий по нескольким наброскам Джона Фазано, а производство фильма поручили компании Crystal Sky Pictures. К февралю 2003 года Роберт Нельсон Джейкобс переписал сценарий фильма вместе со Стивеном Полом и Патриком Эвальдом, продюсерами из Crystal Sky, а также с Брэдом Уэстоном и Ником Филлипсом из Dimension Films. В начале марта 2004 года проект рекламировался на American Film Market для распространения, и в ноябре этого года Crystal Sky готовилась к съёмкам фильма в Соединённом Королевстве в течение следующих шести месяцев. В ноябре следующего года Crystal Sky планировали объявить режиссёра и актёров, а также начать съёмки в 2006 году, но этого не произошло. Marvel Studios намеревались использовать персонажа в проекте Кинематографической вселенной Marvel ещё в феврале 2019 года, когда Кевин Смит был проинформирован, что он не может использовать Ночного оборотня в своём запланированном тогда мультсериале «Утка Говард» от Marvel Television из-за собственных планов Marvel Studios.
В августе 2021 года Marvel Studios начали разрабатывать телевизионное шоу на тему Хэллоуина для Disney+, которое, как сообщалось, было сосредоточено на Ночном оборотне, но тогда было неизвестно, о каком именно персонаже идёт речь: Джеке Расселе или Джейке Гомесе. Ранее в этом месяце журнал Production Weekly включил «Ночного оборотня» в свой отчёт о предстоящих проектах, находящихся в разработке. Композитор Майкл Джаккино был нанят для постановки часового спецвыпуска в марте 2022 года после того, как он написал музыку к нескольким фильмам КВМ, и, по слухам, руководил проектом Marvel для Disney+ с декабря 2021 года; Ранее Джаккино уже выступал в качестве режиссёра, сняв короткометражный фильм «Вызов монстра» 2018 года и эпизод «Ефрем и Дот» анимационного веб-сериала «Звёздный путь: Короткометражки» (2019). Проект упоминался некоторыми как «Ночной оборотень», хотя The Hollywood Reporter отметил, что у него будет другое название. Версия персонажа Джейка Гомеса использовала музыку, чтобы помочь контролировать свои трансформации, что, по мнению Шейна Романчика из Collider, могло быть причиной того, что режиссёром проекта выбрали композитора Джаккино. В июне 2022 года Джаккино подтвердил, что руководил производством спецвыпуска, назвав его приятным, но «сложным процессом».
В сентябре 2022 года Marvel Studios официально представила спецвыпуск под названием «Ночной оборотень». Джаккино сказал, что проект было вдохновлён фильмами ужасов 1930-х и 1940-х годов, и сравнил его с фильмом «Полтергейст» 1982 года, поскольку в нём будет «правильный уровень страха». Питер Кэмерон и Хизер Квинн написали сценарий. Спецвыпуск было описан как «первая в истории специальная презентация Marvel Studios», а его первый трейлер начался с разноцветного вступления под музыку барабанов бонго, напоминающего тему специальной презентации CBS, показанной перед анимационными праздничными выпусками 1980-х и 1990-х годов. Файги, Луис Д’Эспозито и Виктория Алонсо выступили исполнительными продюсерами.

### Кастинг
К концу августа 2021 года начался поиск латиноамериканского актёра в возрасте 30 лет, который мог бы сыграть главную роль в специальном выпуске, а в ноябре на эту роль был выбран Гаэль Гарсиа Берналь. В январе 2022 года Лора Доннелли получила неназванную роль в спецвыпуске. В сентябре 2022 года Берналь был подтверждён как Джек Расселл / Ночной оборотень, а Доннелли как Эльза Бладстоун, так же было объявлено, что членами актёрского состава стали Гарриет Сэнсом Харрис, которая сыграла Верусу. Юджини Бондюран исполнила роль Линды, Кирк Татчер — Джована, Аль Хамахер — Билли Свена. Джейкоб Майя и Дэниэл Уоттс получили пока неназванные роли фильме.

### Оформление
Художником-постановщиком спецвыпуска выступила Майя Шимогучи, ранее работавшая с Marvel Studios над сериалом «Соколиный глаз» (2021), а также в качестве руководящего арт-директора над фильмом «Тор» (2011).

### Съёмки
Съёмки начались 29 марта 2022 года в Trilith Studios в Атланте, штате Джорджия, под рабочим названием Buzzcut. Зои Уайт выступила оператором. Ранее предполагалось, что съёмки пройдут с февраля по март. Съёмки завершились в конце апреля 2022 года.

### Музыка
Джаккино помимо режиссёра выступает и как композитор спецвыпуска.

## Маркетинг
Первый трейлер и постер спецвыпуска были представлены на выставке D23 Expo 10 сентября 2022 года. Особенностями трейлера стали чёрно-белое изображение и наличие других элементов, напоминающих классическую серию фильмов ужасов студии Universal.

## Премьера
Спецвыпуск вышел на Disney+ 7 октября 2022 года и стал частью Четвёртой фазы КВМ.

## Документальный выпуск
В сентябре 2022 года командой Marvel Studios Unscripted Content и братом Майкла Джаккино Энтони был объявлен спецвыпуск о создании «Ночного оборотня». Энтони Джаккино выступил его режиссёром. Спецэпизод рассказывает о производстве проекта и мечте Майкла Джаккино о режиссуре, а также демонстрирует кадры, которые Джаккино снял в детстве на 8-мм киноплёнку. Эпизод под названием «Ночной режиссёр» вышел 4 ноября 2022 года и также обозначен как «Специальная презентация Marvel Studios».

## Отзывы
На сайте-агрегаторе рецензий Rotten Tomatoes спецвыпуск имеет «рейтинг свежести» 89 % со средней оценкой 7,5 из 10 на основе 112 отзывов.
Райан Лестон из IGN дал спецвыпуску 9 баллов из 10 и написал, что это была «чудесная дань уважения классическим фильмам о монстрах от Universal». Джошуа Ривера из Polygon отметил, что «Ночной Оборотень» «представлен иначе, чем большинство других проектов КВМ», подчеркнув, что это «имеет большое значение». Кирстен Говард из Den of Geek поставила спецвыпуску 4 звезды с половиной из 5 и акцентировала внимание на «напряжённой, автономной атмосфере „Ночного оборотня“, которая действительно поражает». Мэгги Боччелла из Collider дала спецвыпуску оценку «A-» и посчитала, что «Майкл Джаккино продвигает Marvel к жанровому кинопроизводству так, как не делал ни один режиссёр раньше».